# Salem (Illinois)

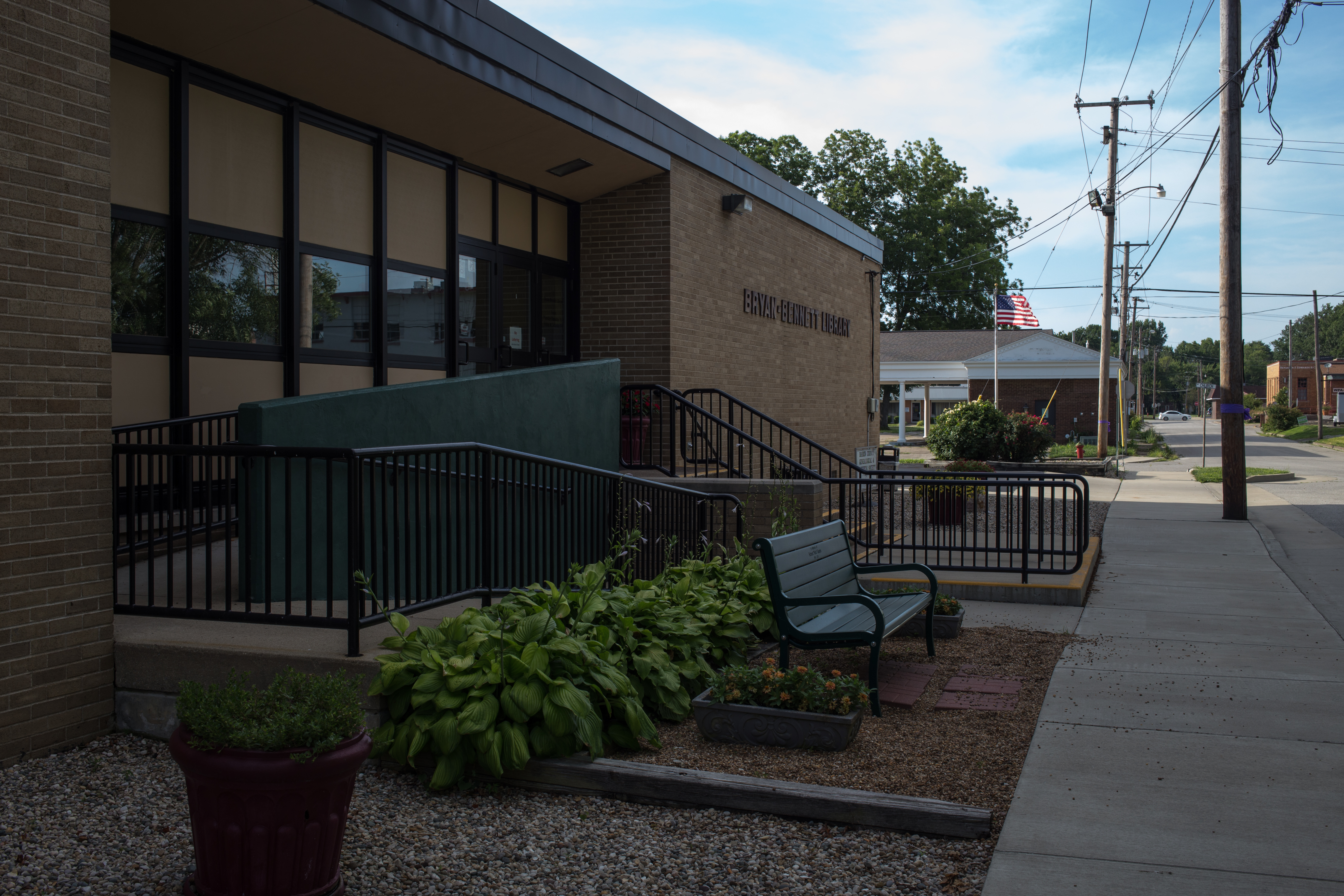
Biblioteca Bryan-Bennett

Salem es una ciudad ubicada en el condado de Marion, Illinois, Estados Unidos. Tiene una población estimada, a mediados de 2021, de 7187 habitantes.

## Geografía
La localidad está situada en las coordenadas 38°37′39″N 88°57′34″O / 38.62750, -88.95944 (38.627537, -88.959448). Según la Oficina del Censo de los Estados Unidos, Salem tiene una superficie total de 18.51 km², de la cual 18.11 km² corresponden a tierra firme y 0.41 km² son agua.

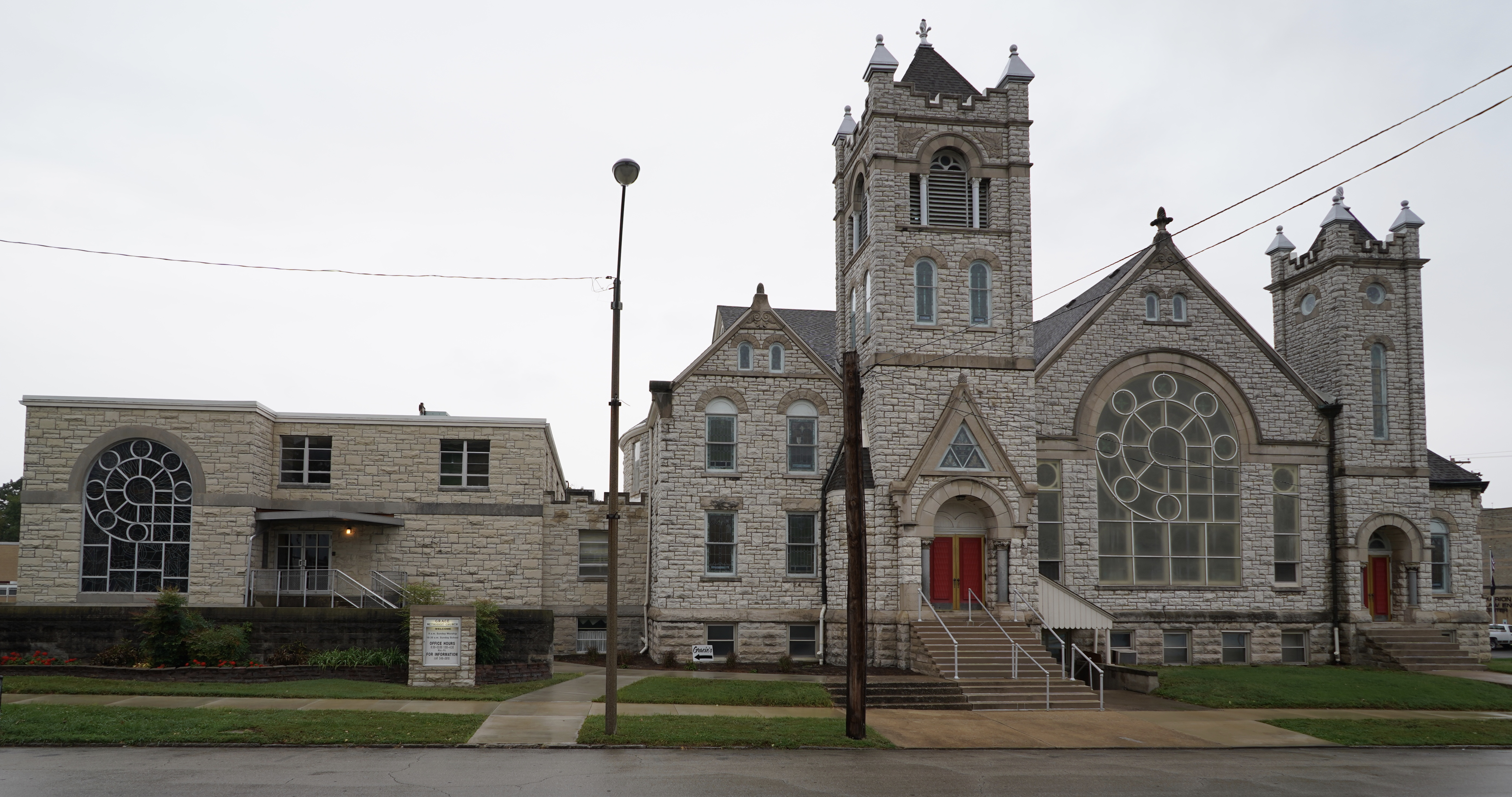
Iglesia Episcopal Metodista

## Demografía
Según el censo de 2020, en ese momento había 7282 personas residiendo en Salem. La densidad de población era de 402.10 hab./km². El 90.6% de los habitantes eran blancos, el 1.3% eran afroamericanos, el 0.3% eran amerindios, el 0.9% eran asiáticos, el 0.7% eran de otras razas y el 6.2% eran de una mezcla de razas. Del total de la población, el 2.1% eran hispanos o latinos de cualquier raza.